# Chacras de Belén
Chacras de Belén ist eine Ortschaft in Uruguay.

## Geographie
Sie befindet sich auf dem Gebiet des Departamento Salto in dessen 8. Sektor und grenzt dort an die Stadt Belén.

## Einwohner
Die Einwohnerzahl Chacras de Beléns beträgt 296 (Stand: 2011), davon 159 männliche und 137 weibliche.
| Jahr | Einwohner |
| ---- | --------- |
| 1963 | -         |
| 1975 | 437       |
| 1985 | 336       |
| 1996 | 265       |
| 2004 | 194       |
| 2011 | 296       |

Quelle: Instituto Nacional de Estadística de Uruguay